# Geòtop
Un geòtop és un espai que conté elements geològics (roques, estructures o formes d'erosió, entre altres) d'especial interès per a reconèixer, estudiar i interpretar l'evolució de la història de la Terra i els processos que l'han modelada.